# Tylophora erubescens
Tylophora erubescens là một loài thực vật có hoa trong họ La bố ma. Loài này được (Liede & Meve) Liede & Meve miêu tả khoa học đầu tiên năm 1996.